# Малий Куяльник
Мали́й Куя́льник — річка в Україні, в межах Роздільнянського, Березівського та Одеського районів Одеської області. Впадає до Хаджибейського лиману (басейн Чорного моря).

## Опис
Довжина 89 км, площа водозбірного басейну 1540 км². Похил річки 0,8 м/км. Долина коритоподібна, з крутими схилами, розчленованими ярами; її ширина 1,5—3 км. Заплава завширшки до 1,3 км. Річище помірно звивисте, влітку часто пересихає. Споруджено водосховище і ставки (бл. 25). Використовується на зрошення, рибництво.

## Розташування

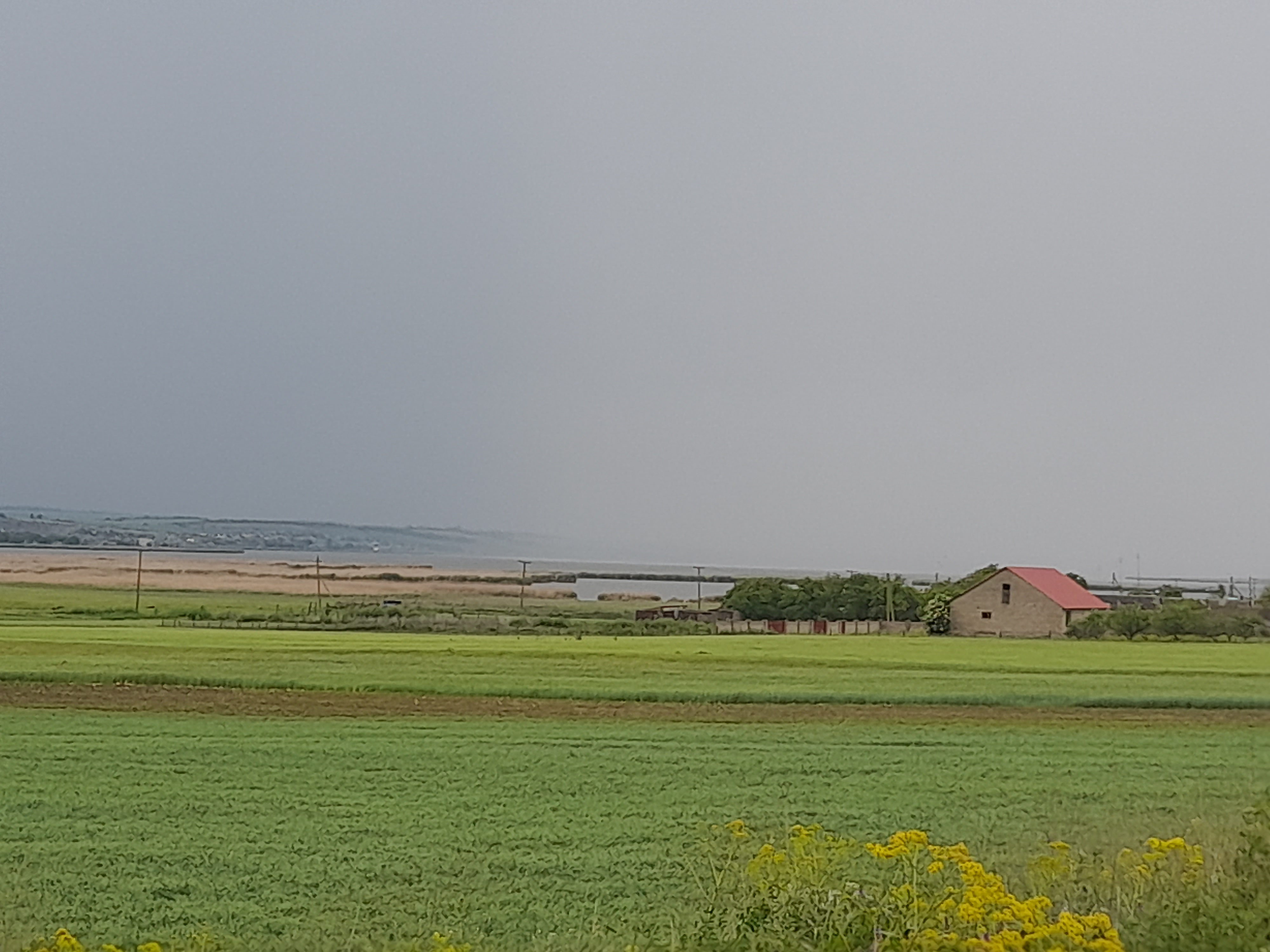
Дельта річки біля села Блонське

Малий Куяльник бере початок на північ від села Бірносове. Тече переважно на південний схід. Впадає до Хаджибейського лиману на південний схід від села Білки. 
Основна притока: Середній Куяльник (ліва). 
Над річкою розташовані селища Цебрикове і Радісне, а також чимало сіл.